# Iráni labdarúgó-szövetség
Az iráni labdarúgó-szövetség Irán hivatalos labdarúgó-szövetsége.

## Történelme
1920-ban alapították. A Nemzetközi Labdarúgó-szövetségnek (FIFA) 1945-től tagja. Az Ázsiai Labdarúgó-szövetségnek (AFC) 1958-tól tagja. Fő feladata a nemzetközi kapcsolatokon kívül, a  Iráni labdarúgó-válogatott férfi és női ágának, a korosztályos válogatottak illetve a nemzeti bajnokság szervezése, irányítása. A működést biztosító bizottságai közül a Játékvezető Bizottság (JB) felelős a játékvezetők utánpótlásáért, elméleti (teszt) és cooper (fizikai) képzéséért.

## Elnökök
1- Dr.Ali Kani (March 3, 1946-October 1950)

2- Hedayatollah Gilanshah (October 1950-1952)

3- Mohsen Haddad (1952-October 1952)

4- Hossein Siasi

5- Mostafa Salmi

6- Hossein Mobasher

7- Mostafa Makri

8- Zabih Khabiri

9- Hossein Sorouri

10- Kambiz Aghabay

11- Naser Noamooz (1979–1980)

12- Hadi Tavoosi (1980–1981)

13- Hossein Abshenasan (1981)

14- Hossein Raghfar (1981–1982)

15- Hossein Abshenasan (1982–1983) (Second Time)

16- Behrooz Sahabeh (1984)

17- Nasrollah Sajjadi (1985)

18- Ali Mohammad Mortazavi (1986–1987)

19- Mohammad Reza Pahlavan (1987–1989)

20- Naser Noamuz (1989–1993) (Second Time)

21- Mohammad Safizadeh (1993–1994)

22- Amir Abedini (1994)

23- Dariush Mostafavi (1994–1997)

24- Mohsen Safaei Farahani (1997–2002)

25- Mohammad Dadkan (2002–2006)

26- Mohsen Safaei Farahani (2006–2008) (Interim)

27- Ali Kafashian (2008–Present)